# Musone (Fluss)
Der Musone ist ein Fluss in der italienischen Region Marken. Er entspringt in der Gemeinde Gagliole auf etwa 775 m s.l.m. und legt bis zu seiner Mündung in die Adria zwischen Porto Recanati und Numana 76 Kilometer zurück.